# Philodromus domesticus
Philodromus domesticus är en spindelart som beskrevs av Benoy Krishna Tikader 1962. Philodromus domesticus ingår i släktet Philodromus och familjen snabblöparspindlar. Inga underarter finns listade i Catalogue of Life.